# Sasagaki Takuya
Takuya Sasagaki (sinh ngày 1 tháng 6 năm 1991) là một cầu thủ bóng đá người Nhật Bản.

## Sự nghiệp câu lạc bộ
Takuya Sasagaki đã từng chơi cho v và Fujieda MYFC.